# Loxoblemmus
Loxoblemmus is een geslacht van rechtvleugeligen uit de familie krekels (Gryllidae). De wetenschappelijke naam van dit geslacht is voor het eerst geldig gepubliceerd in 1877 door Saussure.

## Soorten
Het geslacht Loxoblemmus omvat de volgende soorten:
- Loxoblemmus abotus Wang, 1992
- Loxoblemmus adina Otte & Alexander, 1983
- Loxoblemmus angolensis Chopard, 1962
- Loxoblemmus angulatus Bey-Bienko, 1956
- Loxoblemmus animae Bhowmik, 1967
- Loxoblemmus aomoriensis Shiraki, 1930
- Loxoblemmus appendicularis Shiraki, 1930
- Loxoblemmus arietulus Saussure, 1877
- Loxoblemmus beybienkoi Bhowmik, 1977
- Loxoblemmus billabongus Otte & Alexander, 1983
- Loxoblemmus bilo Otte & Alexander, 1983
- Loxoblemmus binyaris Otte & Alexander, 1983
- Loxoblemmus brevipalpus Wang, 1992
- Loxoblemmus brevipennis Chopard, 1938
- Loxoblemmus campestris Matsuura, 1988
- Loxoblemmus cavifrons Chopard, 1928
- Loxoblemmus chopardi Roy, 1965
- Loxoblemmus consanguineus Chopard, 1962
- Loxoblemmus dallacheus Otte & Alexander, 1983
- Loxoblemmus descarpentriesi Chopard, 1967
- Loxoblemmus detectus Serville, 1838
- Loxoblemmus difficilis Gorochov, 1994
- Loxoblemmus doenitzi Stein, 1881
- Loxoblemmus ellerinus Otte & Alexander, 1983
- Loxoblemmus equestris Saussure, 1877
- Loxoblemmus escalerai Bolívar, 1910
- Loxoblemmus fletcheri Chopard, 1935
- Loxoblemmus formosanus Shiraki, 1930
- Loxoblemmus globiceps Gorochov, 2001
- Loxoblemmus haanii Saussure, 1877
- Loxoblemmus intermedius Chopard, 1929
- Loxoblemmus jabbarupus Otte & Alexander, 1983
- Loxoblemmus jacobsoni Chopard, 1927
- Loxoblemmus latifrons Chopard, 1928
- Loxoblemmus lativertex Saussure, 1899
- Loxoblemmus longipalpis Chopard, 1928
- Loxoblemmus macrocephalus Chopard, 1967
- Loxoblemmus magnatus Matsuura, 1985
- Loxoblemmus marookus Otte & Alexander, 1983
- Loxoblemmus mirio Gorochov, 1996
- Loxoblemmus monstrosus Stål, 1877
- Loxoblemmus neoarietulus Wang, 1992
- Loxoblemmus nigriceps Chopard, 1933
- Loxoblemmus nurroo Otte & Alexander, 1983
- Loxoblemmus obtusus Saussure, 1899
- Loxoblemmus pallens Serville, 1838
- Loxoblemmus parabolicus Saussure, 1877
- Loxoblemmus peraki Gorochov, 2001
- Loxoblemmus reticularus Liu, Yin & Liu, 1995
- Loxoblemmus sagonai Chopard, 1934
- Loxoblemmus spectabilis Gorochov & Kostia, 1993
- Loxoblemmus subangulatus Yang, 1992
- Loxoblemmus sylvestris Matsuura, 1988
- Loxoblemmus taicoun Saussure, 1877
- Loxoblemmus timliensis Bhargava, 1982
- Loxoblemmus truncatus Brunner von Wattenwyl, 1893
- Loxoblemmus tsushimensis Ichikawa, 2001
- Loxoblemmus verschuereni Chopard, 1938
- Loxoblemmus villiersi Chopard, 1967
- Loxoblemmus vividus Sjöstedt, 1900
- Loxoblemmus whyallus Otte & Alexander, 1983
- Loxoblemmus yingally Otte & Alexander, 1983